# Юнъяха (приток Енисея)
Юнъяха — река в Восточной Сибири, приток реки Енисей. Протекает по Таймырскому Долгано-Ненецкому району Красноярского края. Длина реки — 37 км.
Начинается на северо-восточной окраине урочища Вэльи. Течёт сначала на восток, затем на северо-восток, в низовьях — на юго-восток. Впадает в реку Енисей слева на расстоянии 118 км от её устья. В низовьях имеет ширину 50 метров, глубину 2,4 метра.
Основные притоки — Верхняя Юнъяха (лв) и протока Проливная (лв).
Питание реки происходит в основном за счёт таяния снега и летних дождей. Замерзает в октябре, вскрывается в мае.
По данным государственного водного реестра России относится к Енисейскому бассейновому округу.
- Код водного объекта — 17010800412116100114430[4].